# Arasada mollis
Arasada mollis là một loài bướm đêm trong họ Noctuidae.